# Список православных святых Северной Америки
Список православных святых Северной Америки — список людей, канонизированных поместными православными церквами, жизнь которых была связана с Северной Америкой.

## Список
| портрет | лик святости        | имя                                                                                 | характеристика | время жизни                                     | день памяти                                | когда и кем канонизирован                                                                              |
| ------- | ------------------- | ----------------------------------------------------------------------------------- | -------------- | ----------------------------------------------- | ------------------------------------------ | --- |
|         | священномученик     | протопресвитер Александр Александрович Хотовицкий                                   |                | 11 (23) февраля 1872 — 19 августа 1937          | 7/20 августа                               | 2 декабря 1994; Архиерейский Собор РПЦ                                                                 |
|         | святитель           | Патриарх Тихон Московский (в миру Василий Иванович Беллавин)                        |                | 19 (31) января 1865 — 7 апреля 1925             | 25 марта/ 7 апреля; 26 сентября/ 9 октября | 1 ноября 1981; Архиерейский Собор РПЦЗ 9 октября 1989; Архиерейский Собор РПЦ                          |
|         | праведный           | протопресвитер Алексей Георгиевич Товт                                              |                | 18 марта 1854 — 7 мая 1909                      | 31 июля/ 13 август                         | 31 марта 1994; Священный Синод Православной Церкви в Америке                                           |
|         | священномученик     | протопресвитер Василий Александрович Мартыш                                         |                | 21 февраля 1874 — 4 мая 1945                    |                                            | 20 марта 2003; Архиерейский собор Польской православной церкви                                         |
|         | преподобный         | Брендан Клонфертский                                                                |                | ок. 484 — ок. 578                               |                                            | неизвестно                                                                                             |
|         | преподобный         | Герман Аляскинский (в миру Егор Иванович Попов)                                     |                | 1751 — 15 (27) ноября 1836                      |                                            | 11 марта 1969; Архиерейский Собор Северо-Американской митрополии                                       |
|         | святитель           | митрополит Иннокентий Аляскинский (в миру Иван Евсеевич Попов-Вениаминов)           |                | 26 августа 1797 — 31 марта 1879                 |                                            | 7 мая 1993; Архиерейский Собор РПЦЗ                                                                    |
|         | праведный           | протоиерей Иаков Георгиевич Нецветов                                                |                | 1802 — 26 июля 1864                             |                                            | октябрь 1994; Священный Синод Православной Церкви в Америке                                            |
|         | священномученик     | протоиерей Иоанн Александрович Кочуров                                              |                | 13 (25) июля 1871 — 31 октября (13 ноября) 1917 |                                            | 1 ноября 1981; Архиерейский Собор РПЦЗ 4 декабря 1994; Архиерейский Собор Русской православной церкви. |
|         | святитель           | Архиепископ Иоанн Шанхайский и Сан-Францисский (в миру Михаил Борисович Максимович) |                | 4 (16) июня 1896 — 2 июля 1966                  |                                            | 7 мая 1993; Архиерейский Собор РПЦЗ                                                                    |
|         | священномученик     | Ювеналий Аляскинский (в миру Яков Говорухин)                                        |                | ок. 1761 — 1796                                 |                                            | 1980; Священный Синод Православной церкви в Америке                                                    |
|         | святитель           | епископ Николай Сербский (в миру Никола Велимирович)                                |                | 23 декабря 1880 (4 января 1881) — 18 марта 1956 |                                            | 19 мая 2003; Архиерейский Собор Сербской православной церкви                                           |
|         | мученик             | Пётр Алеут (Чукагнак)                                                               |                | ум. 1815                                        |                                            | 24 сентября 1980; Православная церковь в Америке                                                       |
|         | святитель           | епископ Рафаил Бруклинский (в миру Рафла Хававини)                                  |                | 9 (21) ноября 1860 — 14 февраля 1915            |                                            | 27-20 марта 2000; Священный Синод Православной церкви в Америке.                                       |
|         | священномученик     | архиепископ Серафим Угличский (в миру Семён Николаевич Самойлович)                  |                | 19 (31) июля 1881 — 9 ноября 1937               |                                            | 1 ноября 1981; Архиерейский Собор РПЦЗ; 20 августа 2000; Архиерейский собор РПЦ                        |
|         | священно-исповедник | епископ Варнава Хвостанский (в миру Воислав Настич)                                 |                | 31 января 1914 — 12 ноября 1964                 |                                            | 18 мая 2004; Архиерейский Собор Сербской православной церкви                                           |
|         | священномученик     | архиепископ Анатолий (в миру Алексей Васильевич Каменский)                          |                | 3 (15) октября 1863 — 20 сентября 1925          |                                            | 1 ноября 1981; Архиерейский Собор РПЦЗ                                                                 |
|         | преподобный         | архимандрит Севастиан Джексонский (в миру Йован Дабович)                            |                | 9 июня 1863 — 30 ноября 1940                    |                                            | 29 мая 2015; Архиерейский Собор Сербской Православной Церкви                                           |
|         | святитель           | епископ Мардарий (в миру Иван Ускокович)                                            |                | 22 декабря 1889 — 12 декабря 1935               |                                            | 29 мая 2015; Архиерейский Собор Сербской Православной Церкви                                           |